# Milan IV Obrenović
Milan Obrenović (Servisch: Милан Обреновић) (Mărăşeşti, 22 augustus 1854 - Wenen, 11 februari 1901) was van 1868 tot 1882 als Milan IV vorst en daarna tot 1889 als Milan I koning van Servië. Hij was de zoon van Miloš Obrenović (1829-1861 en oomzegger van vorst Miloš Obrenović) en Maria Catargi, de latere geliefde van de Roemeense vorst Alexander Johan Cuza.
Hij werd opgevoed in Parijs, studeerde aan het jezuïetencollege Lycée Louis-le-Grand en werd na de moord op zijn neef Michael III Obrenović op 22 juli 1868 tot vorst van Servië uitgeroepen. Tot zijn meerderjarigheid in 1872 nam de liberale premier Jovan Ristić de regering waar. Deze nam in 1869 een liberale constitutie aan en trachtte nauwe relaties met Oostenrijk-Hongarije aan te knopen, hetgeen Milans populariteit niet ten goede kwam.
Hij nam in augustus 1872 de regering op zich en trad in 1875 in het huwelijk met de Moldavische Natalija Keško. Hij vervreemdde zijn volk echter nog meer van zich, niet alleen door zijn frivole levensstijl en ontrouw, maar ook door zijn weigering tegemoet te komen aan de pan-Slavische sentimenten onder het volk en zijn weigering de rebellie tegen de Turken in Bosnië en Herzegovina te steunen. Pas toen een opstand dreigde, verklaarde hij, samen met Montenegro, de Turken de oorlog (30 juni 1876). Hij werd al snel verslagen, maar werd door de Russische overwinning in de Russisch-Turkse Oorlog van 1877/1878 gered.

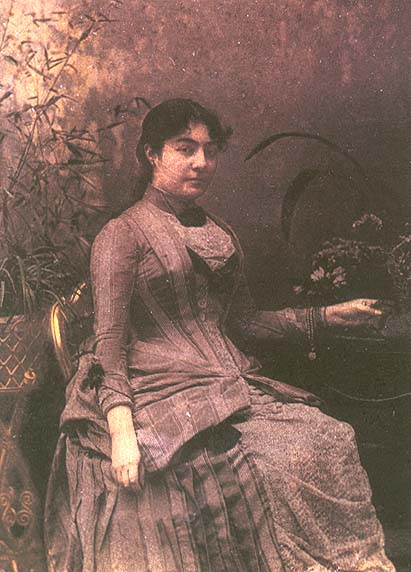
Natalie circa 1880. Het paar scheidde in 1886, waarop zij met kroonprins Alexander naar het buitenland vertrok. Milan wist hem in 1888 terug te halen.

Servië werd bij het Congres van Berlijn van 1878 met Oostenrijkse steun vergroot en als volledig onafhankelijke natie erkend. In tegenstelling tot vele meer op Rusland georiënteerde Servische politici voerde Milan een pro-Oostenrijks beleid. Hij maakte de economie van Oostenrijk-Hongarije afhankelijk en kwam in 1881 in het geheim overeen geen buitenlandse verdragen af te sluiten zonder Oostenrijkse goedkeuring.
Hij riep zichzelf, met Oostenrijkse steun, op 6 maart 1882 tot koning uit. Een door de Radicalen geleide boerenopstand in 1883 wist hij neer te slaan, maar de Servisch-Bulgaarse Oorlog van 1885/1886 liep voor de koning minder goed af. Hij voelde zich bedreigd door Bulgarije, waar Oost-Roemelië zich op 18 september 1885 bij had aangesloten, en eiste een deel van het Bulgaarse grondgebied. Tegen zijn verwachting werd hij na de oorlogsverklaring op 14 november door de Bulgaarse vorst Alexander I teruggeslagen en tot op zijn eigen grondgebied achtervolgd. Pas na Oostenrijkse dreigementen aanvaardde Alexander een wapenstilstand.
Het Verdrag van Boekarest (3 maart 1886) herstelde de vooroorlogse situatie. Milan kon zich als koning echter niet meer handhaven, ook niet na het instellen van een nieuwe, liberalere, grondwet op 3 januari 1889. In overeenstemming met de regering deed hij op 6 maart van dat jaar troonsafstand ten gunste van zijn zoon Alexander. Hij vestigde zich in Parijs, maar werd in 1894 door zijn zoon naar Servië geroepen. Hij werd benoemd tot opperbevelhebber van het leger en oefende grote invloed uit op de regering. Hij stierf op 11 februari 1901 te Wenen.